# Dennis Francis

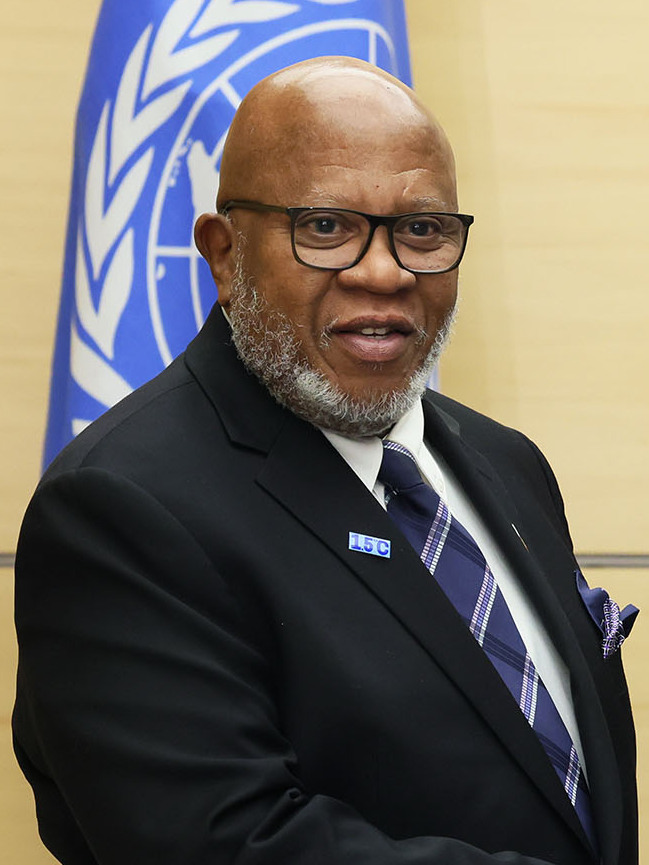
Dennis Francis (2024)

Dennis Francis (* 27. November 1956) ist ein Diplomat aus Trinidad und Tobago. Er war 2023 Präsident der Generalversammlung der Vereinten Nationen.

## Leben
Dennis Francis absolvierte eine insgesamt 38-jährige Karriere im auswärtigen Dienst von Trinidad und Tobago. Er war unter anderem ständiger Vertreter seines Landes bei der Weltgesundheitsorganisation, der Welthandelsorganisation und der Weltorganisation für geistiges Eigentum und der Konferenz der Vereinten Nationen für Handel und Entwicklung (alle in Genf). Zeitweise war er außerdem ständiger Vertreter von Trinidad und Tobago beim Büro der Vereinten Nationen für Drogen- und Verbrechensbekämpfung, der Ernährungs- und Landwirtschaftsorganisation der Vereinten Nationen (Wien), dem Welternährungsprogramm der Vereinten Nationen (Rom) sowie der UNESCO in Paris.
Von 2012 bis zu seinem Ruhestand 2016 war er Abteilungsleiter der Abteilung für auswärtige Beziehungen („Multilateral Relations“) im Außenministerium von Trinidad und Tobago.
2021 kehrte er aus dem Ruhestand zurück und wurde permanenter Vertreter seines Landes bei den Vereinten Nationen in New York. Am 2. September 2021 überreichte er UN-Generalsekretär António Guterres seine Akkreditierung und war von Juni 2023 bis Juni 2024 Präsident der Generalversammlung der Vereinten Nationen für die 78. Sitzungsperiode.
Francis ist verheiratet.